# Swarovski
Swarovski este o companie austriacă producătoare de bijuterii de cristal.
Compania deține unități de producție în 18 țări printre care Argentina, Austria, Brazilia, China, Cehia, Germania, Italia, Turcia, Franța.
Compania are peste 24.000 de angajați și circa 1.000 de magazine (februarie 2011).
Cifra de afaceri în 2009: 2,2 miliarde euro
Cifra de afaceri în 2012: 3,08 miliarde euro
Cifra de afaceri în 2013: 3,04 miliarde euro
Astăzi, compania Swarovski Crystal Business este cea mai mare unitate de afaceri cu o acoperire globală cu aproximativ 2.800 de magazine în aproximativ 170 de țări, peste 27.000 de angajați și un venit de aproximativ 2.6 miliarde de euro (în 2016).

## Istorie

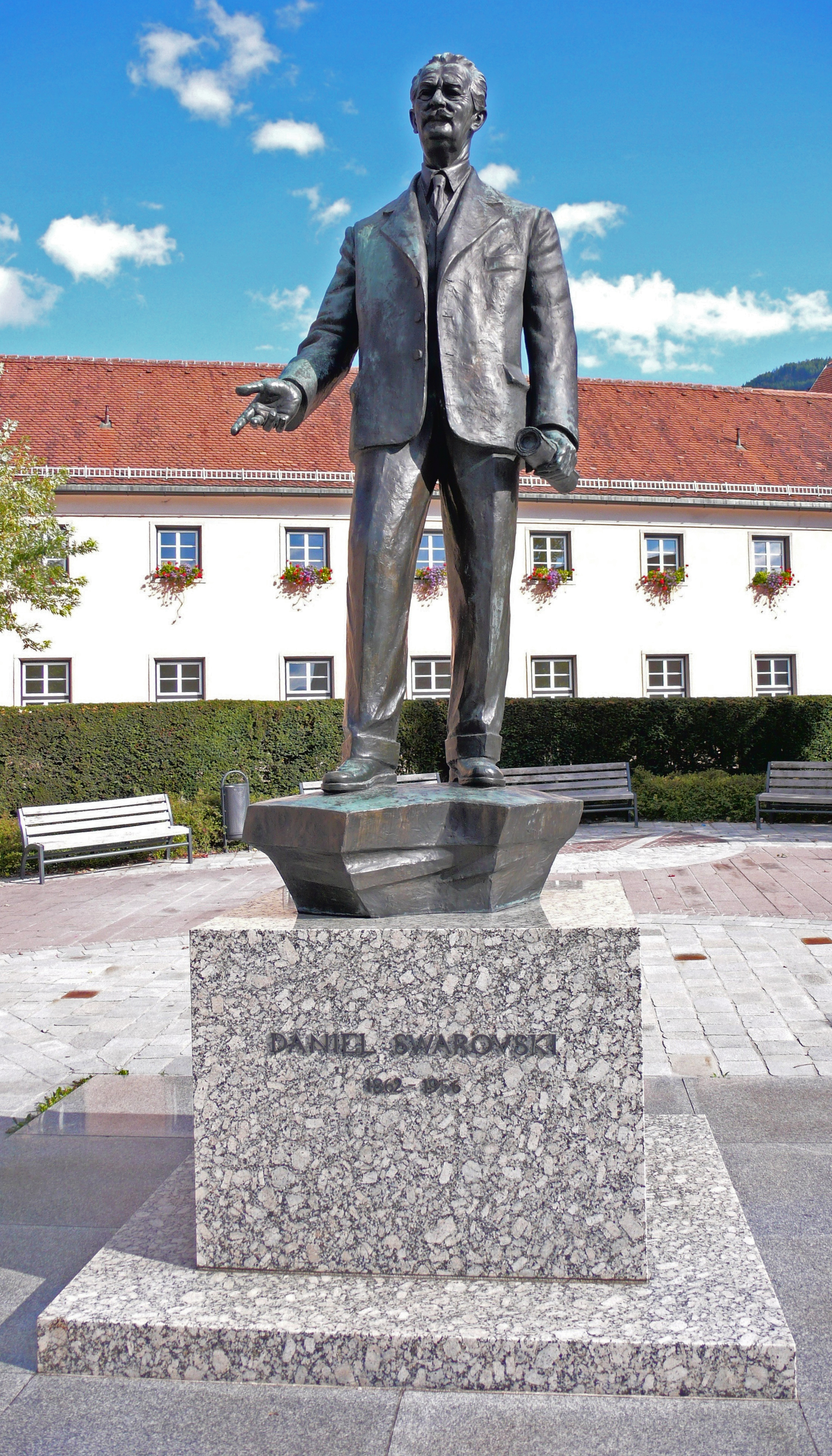
Daniel Swarovski (1862–1956), fondatorul companiei

Fondatorul Swarovski, Daniel Swarovski s-a născut în Boemia, în familia de tăietori iscusiți ai cristalului, care mai târziu a devenit cunoscut sub numele de cristalul ceh. Are o educație bună și devine un maestru de primă clasă de tăiere a cristalului.
În 1895, Swarovski, finanțatorul Armand Kosman și Franz Weis au înființat compania Swarovski, inițial cunoscută sub numele de A. Kosmann, D. Swarovski & Co. și redusă la KS & Co. Compania a înființat o fabrică de tăiere a cristalului în Wattens, Tirol (Austria), pentru a profita de hidroenergia locală pentru procesele de măcinare intensivă, pe care Daniel Swarovski le-a patentat. Viziunea lui Swarovski a fost să facă "un diamant pentru toată lumea", făcând cristale accesibile.

## Produse

Un ornament de vacanță Swarovski din 2016

Gama Swarovski Crystal include sculpturi și miniaturi din cristal de sticlă din plumb, bijuterii și haute couture (croitorie de lux), decorațiuni interioare și candelabre. Este cel mai bine cunoscut pentru figurinele sale de animale mici. 
Toate sculpturile sunt marcate cu un logo. Logo-ul original Swarovski a fost o floare edelweiss, care a fost înlocuit de un logo S.A.L., care a fost în cele din urmă înlocuit cu logo-ul curent, lebăda, în 1988.
Sticla de cristal este produsă prin topirea unui amestec de nisip de cuarț, miniu, potasiu și carbonat de sodiu la temperaturi ridicate. Pentru a crea sticlă de cristal care permite refracția luminii într-un spectru de curcubeu, Swarovski acoperă unele dintre produsele sale cu acoperiri chimice metalice speciale. De exemplu, Aurora Boreală, sau "AB", conferă suprafeței un aspect curcubeu. Alte acoperiri sunt numite de companie, incluzând Crystal Transmission, Volcano, Aurum și Dorado. Acoperirile pot fi aplicate doar unei părți a unui obiect; altele sunt acoperite de două ori și astfel sunt denumite AB 2X, Dorado 2X, etc.
În 2004, Swarovski a lansat Xilion, o tăietură protejată prin drepturi de autor, concepută pentru a optimiza strălucirea Roses (componente cu spate plat) și Chatons (diamant tăiat).
Grupul Swarovski include Tyrolit (producători de instrumente abrazive și de tăiere); Swareflex (marcaje rutiere reflectorizante și luminoase); Semnificația (pietre prețioase sintetice și naturale); și Swarovski Optik (instrumente optice, cum ar fi binoclurile și puștile).
În 2014, Tristan da Cunha a emis o monedă de crăciun cu cinci coroane, unde pe verso are un mic cristal Swarovski setat în steaua călăuzitoare, în spatele unei imagini color a unuia dintre magi.
Swarovski au creat o linie de parfumuri lichide și solide.
Compania are un muzeu cu tematică cristal, Lumea de cristal a lui Swarovski (germ. Swarovski Kristallwelten, eng. Crystal Worlds), pe terenul său original Wattens (lângă Innsbruck, Austria). Centrul Crystal Worlds are în față un cap acoperit de iarbă, gura căruia este o fântână. 

### Companii subsidiare

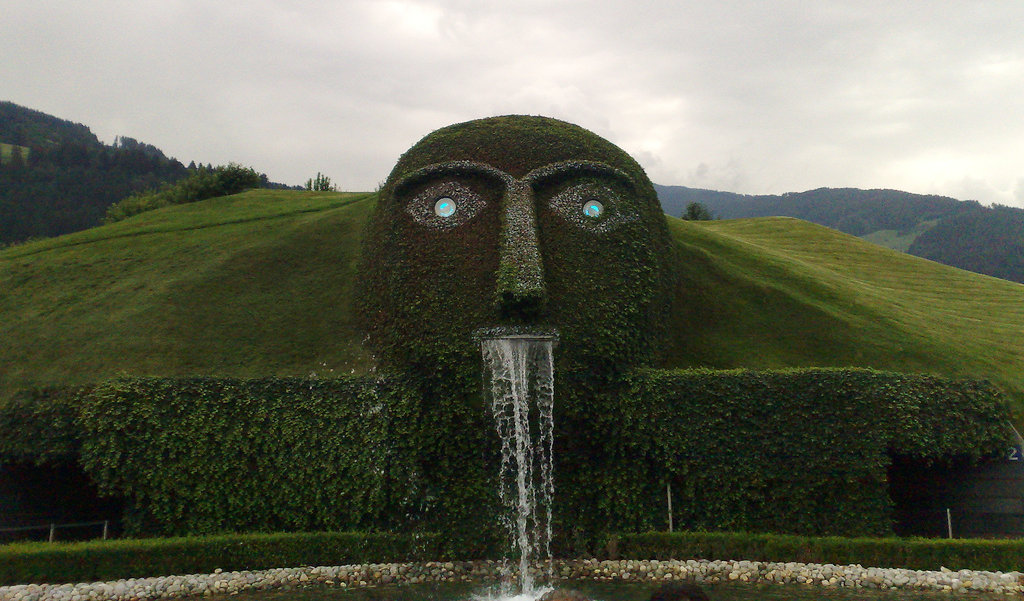
Centrul parcului tematic

Atelier Swarovski
Designeri de modă și bijuterii. Viktor Horsting și Rolf Snoeren au proiectat o colecție de toamnă în 2014.
Schonbek
Un producător de cristal.
Swareflex
Un specialist în domeniul siguranței rutiere.
Swarovski
Ornamente și accesorii de moda.
Swarovski Crystal Palace
Iluminat și design avangardist (candelabre etc.)
Swarovski Entertainment
Filiera filmului lui Swarovski
Swarovski Gemstone Business
Pietre prețioase.
Swarovski Kristallwelten
Muzeu, artă și divertisment.
Swarovski Lighting
Produse finite de iluminat și soluții cu cristal pentru arhitectură.
Swarovski Optik
Optica.
Swarovski Professional
Elemente de cristal produse de Swarovski.
Touchstone Crystal
Compania de vânzări directe a Swarovski pentru bijuterii pregătite.
Tyrolit
Producator de roți de șlefuire și decupare.

## Parteneriate
Swarovski a colaborat cu Victoria's Secret și cu Salonul lor de modă.De asemenea, cântăreața americană Madonna purta o rochie de cristal Swarovski în turneul ei Rebel Heart în timp ce interpretează piesa Music. Rihanna a purtat, de asemenea, o rochie plină de cristale Swarovski în apariția ei la American Grammy. Mănușa de cristal a lui Michael Jackson a fost, de asemenea, marca Swarovski. Papucii roșii din Vrăjitorul din Oz au fost de asemenea făcuți cu cristale Swarovski de culoare roșie. Toate bijuteriile de la Domnii preferă blondele au fost de asemenea cristale Swarovski. Nu erau diamante reale.